# Fotbal Club Ceahlăul Piatra Neamț 2011-2012
Questa voce raccoglie le informazioni riguardanti il Fotbal Club Ceahlăul Piatra Neamț nelle competizioni ufficiali della stagione 2011-2012. 

## Rosa
| N. |                                 | Ruolo | Calciatore           |
| -- | ------------------------------- | ----- | -------------------- |
| 1  | Serbia (bandiera)               | P     | Bojan Jović          |
| 2  | Brasile (bandiera)              | D     | Matheus Eccard       |
| 3  | Romania (bandiera)              | D     | Andrei Țepeș         |
| 4  | Romania (bandiera)              | C     | Lucian Cazan         |
| 5  | Romania (bandiera)              | D     | Alexandru Ichim      |
| 7  | Bosnia ed Erzegovina (bandiera) | C     | Denis Omerbegović    |
| 8  | Romania (bandiera)              | D     | Daniel Barna         |
| 9  | Romania (bandiera)              | A     | Cristinel Gafița     |
| 10 | Romania (bandiera)              | C     | Vlad Alexandru Achim |
| 11 | Romania (bandiera)              | C     | Daniel Stana         |
| 13 | Romania (bandiera)              | C     | Hristu Chiacu        |
| 14 | Bosnia ed Erzegovina (bandiera) | A     | Bojan Golubović      |
| 15 | Romania (bandiera)              | C     | Ionuț Bădescu        |
| 17 | Romania (bandiera)              | C     | Andrei Vițelaru      |

| N. |                      | Ruolo | Calciatore                  |
| -- | -------------------- | ----- | --------------------------- |
| 18 | Romania (bandiera)   | C     | Marius Onciu                |
| 20 | Romania (bandiera)   | D     | Florin Nohai                |
| 21 | Spagna (bandiera)    | C     | Aitor Monroy Rueda          |
| 22 | Danimarca (bandiera) | P     | Thomas Villadsen            |
| 23 | Romania (bandiera)   | D     | Andrei Dumitraș             |
| 24 | Romania (bandiera)   | D     | Alexandru Forminte          |
| 27 | Romania (bandiera)   | A     | Cristian Muscalu            |
| 28 | Moldavia (bandiera)  | C     | Eugeniu Cebotaru (capitano) |
| 29 | Romania (bandiera)   | A     | Marian Constantinescu       |
| 30 | Argentina (bandiera) | C     | Lucas García                |
| 31 | Romania (bandiera)   | P     | Alexandru Hărăguță          |
| 34 | Romania (bandiera)   | P     | Alexandru Barna             |
| —  | Romania (bandiera)   | A     | Andrei Pavel                |